# Émile Bergerat

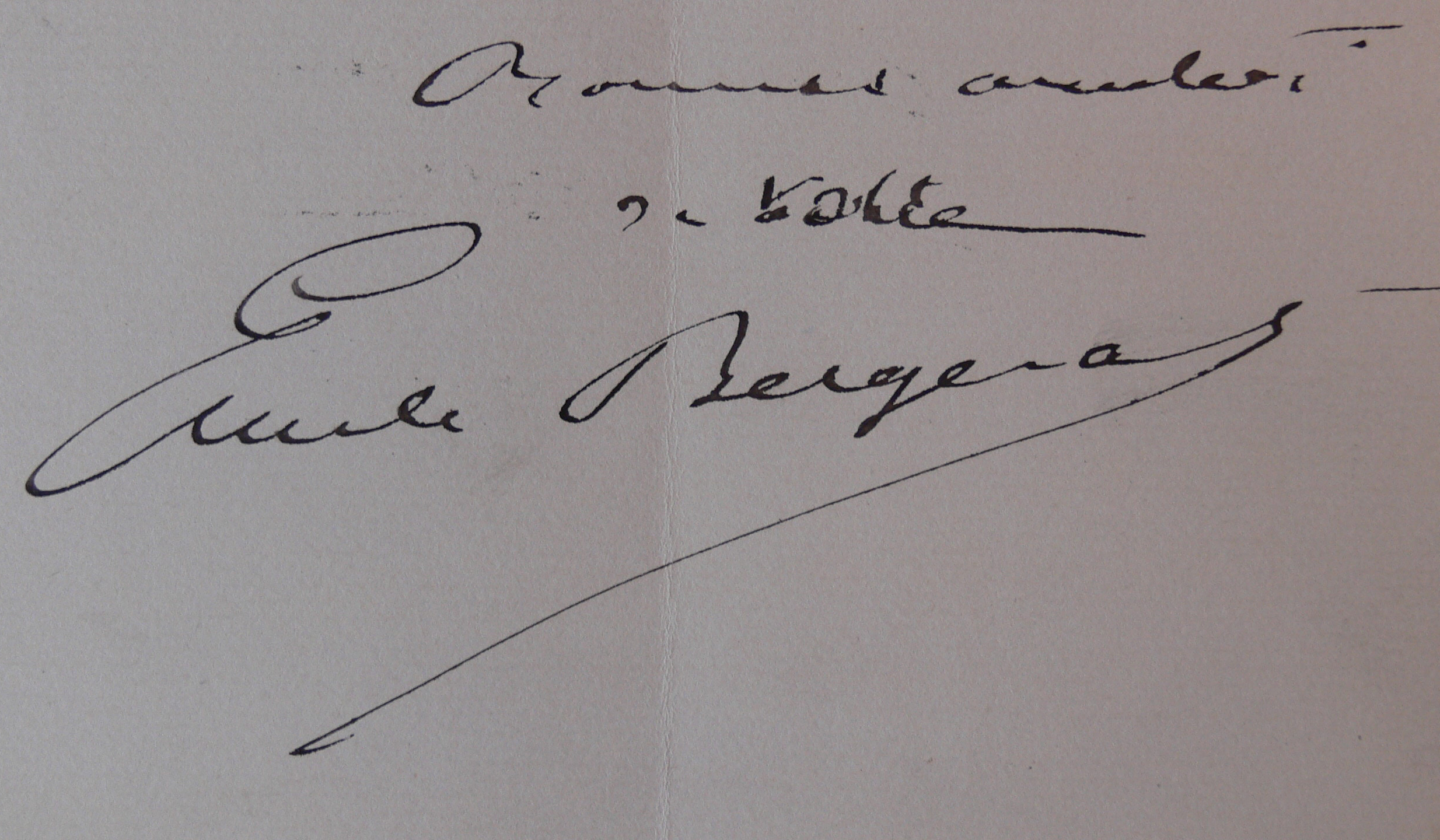
Firma de Émile Bergerat

Émile Bergerat llamado Caliban (París, 29 de abril de 1845 - Neuilly-sur-Seine, 13 de octubre de 1923) fue un poeta, dramaturgo y cronista francés.

## Obras
- Souvenirs d'un enfant de Paris
- Contes de Caliban
- L'Enfant corse
- L'Amour en république
- Mes moulins
- La chasse au mouflon
- Un mouchard : Conte parisien (1919).
- Un père légal : Conte juridique (1919).
- Sylvie de Fée : Conte du second Empire (1919).
- Gune et Mone : Conte maritime (1919).
- La pièce de dix sous : Scène de la vie de trottoir (1919).